# Randers HK
Randers HK, egentlig Randers Håndbold Klub A/S, er en dansk håndboldklub med hjemmebane i Arena Randers i Randers. Klubben blev grundlagt 7. maj 1996.
Klubben blev dannet som et fælles eliteoverbygning på de otte håndboldklubber Dronningborg Boldklub, Kristrup Boldklub, Randers Freja, RB 72, Lem IF, Randers KFUM, Vorup FB og Hornbæk SF. Klubben havde oprindeligt både et dame- og herrehold, men i september 1999 blev herreholdet trukket ud af divisionsturneringen kort før sæsonen startede. Siden har Randers HK koncentreret om kvindehåndbold. I foråret 2004 kom Randers HK i slutspillet, men måtte se sig slået af Slagelse DT. Randers HK havnede i økonomisk uføre i december 2004, men det lykkedes at undgå en betalingsstandsning idet der blev rejst ny kapital, bl.a. fra byens virksomheder. En ny bestyrelse blev valgt. I juli 2005 blev klubben omdannet til et aktieselskab.
Man vandt i 2010 EHF Cup'en med en samlet finalesejr på 50-46 mod spanske Elda Prestigio.
Randers HK vandt i 2012 Danmarksmesterskabet, over to kampe med cifrene 60-56 i finalen 60-56 mod Viborg HK. Man havde tidligere forsøgt, de seneste to år, men vandt sølv. Først i 2012, kunne de kalde sig danske mestre, for første gang i klubbens historie.
Først frem til 2016, vandt Randers endelig en titel igen. Final 4-stævnet blev afviklet over 2 dage, hvor Randers HK i semifinalen skulle op mod TTH Holstebro. Det blev en ultra-spændende kamp, der måtte ud i 2x forlænget spilletid, før Randers kunne kalde sig pokalfinalist. De havde kvalificeret sig til den første pokalfinale i klubbens historie. I finalen besejrede de topholdet og lokalrivalerne fra FC Midtjylland Håndbold, og kunne således løfte trofæet som danske pokalmestre 2016, i klubbens første pokalfinale nogensinde. Allerede inden pokalsuccesen meddelte klubben at cheftræner Ryan Zinglersen, stoppede i klubben sommeren 2017. Man hentede derfor den nykårede Danmarksmestre fra Nykøbing Falster HK Niels Agesen, der siden juli 2017 har været cheftræner i klubben.
I 2017 startede klubben 'forfra', hvor klubben skulle bygges op fra fundamentet igen. Klubben har styrket sin organisation og fremstår nu, på alle fronter, rustet til at fortsætte færden mod nye mål og sportslig succes.
I november 2022 valgte klubben at erklærere sig selv konkurs med øjeblikkelig virkning, da det ikke lykkedes klubben at indsamle godt 5 millioner kroner. Holdet i Bambusa Kvindeligaen blev derefter trukket ud af ligaen og deres vundne point og resultater ville blive annulleret, og den direkte nedrykningsplads ville ikke komme i spil. Klubben genrejste dog sig som håndboldprojekt i en ny udgave med nyt logo, organisation og ledelse. I 2024 oprykkede de til landets andenbedste række, 1. division.

## Resultater
- Damehåndboldligaen
  - Guld (1): 2012
  - Sølv (2): 2010, 2011
  - Bronze (2): 2002, 2014
- DHF's Landspokalturnering
  - Guld (1): 2016
- EHF Cup
  - Guld (1): 2010
- EHF Challenge Cup
  - Sølv (1): 2000

## Tidligere spillere

### Tidligere spillere
| - Gitte Andersen - Sofie Strangholt - Katrine Fruelund - Berit Kristensen - Heidi Johansen - Tatiana Silich - Jane Schumacher - Kathrine Munch - Laura Danielsen - Mie Augustesen - Melanie Bak - Stephanie Andersen - Simone Böhme - Cecilie Greve - Kathrine Heindahl - Mie Højlund - Ilda Kepic - Christina Krogshede - Mette Melgaard | - Merete Møller - Anna Sophie Okkels - Ann Grete Nørgaard - Jane Schumacher - Sille Thomsen - Gitte Aaen - Frederikke Gulmark - Lærke Christensen - Terese Pedersen - Martine Moen - Linn Gossé - Mari Molid - Angelica Wallén - Johanna Westberg - Ulrika Toft Hansen - Sabina Jacobsen - Sara Johansson - Daniela Gustin | - Clara Monti Danielsson - Macarena Aguilar - Verónica Cuadrado - Nina Müller - Angie Geschke - Stefanie Melbeck - Susann Müller - Jovana Risović - Tanja Milanović - Ana Vojčić - Chao Zhai - Chana Masson - Carmen Amariei - Mihaela Ani-Senocico - Stéphanie Moreau - Siraba Dembélé - Szabina Tápai - Bernadett Bódi - Natasja Burgers |

## Randers HK's ambassadørkorps
Ambassadørkorps i Randers HK, var lavet for at ære og huske på spillere der havde haft en bestemt rolle i klubben og været med til at skabe resultater. Ambassadørerne var en aktiv del af Randers HK's forskellige aktiviteter og deltog også i forskellige sponsorevents, samt i det generelle netværk i klubben.
- Gitte Andersen (12 sæsoner, 624 mål og 286 kampe)
- Katrine Fruelund (9 sæsoner, 1204 mål og 279 kampe)
- Berit Hudtloff Viinberg (9 sæsoner, 547 mål og 265 kampe)
- Sofie Strangholt (9 sæsoner, 309 mål og 185 kampe)
- Heidi Johansen (8 sæsoner, 389 mål og 197 kampe)
- Kathrine Munch (7 sæsoner, 530 mål og 202 kampe)
- Laura Danielsen (9 sæsoner, 838 mål og 257 kampe)
- Tatiana Silich (11 sæsoner, 829 mål og 295 kampe)

## Arena
- Navn: Arena Randers
- By: Randers
- Kapacitet: 2.500 tilskuere
- Adresse: Fyensgade 1, 8900 Randers C

## Historiske placeringer
| Sæson   | Grundspil                          | Slutspil                           | Europæisk kvalifikation            |
| ------- | ---------------------------------- | ---------------------------------- | ---------------------------------- |
| 2000/01 | 7                                  | Ikke kvalificeret                  | Ikke kvalificeret                  |
| 2001/02 | 3                                  | Bronze                             | EHF Cup                            |
| 2002/03 | 5                                  | Ikke kvalificeret                  | EHF Cup                            |
| 2003/04 | 4                                  | 4                                  | EHF Cup                            |
| 2004/05 | 9                                  | Ikke kvalificeret                  | Ikke kvalificeret                  |
| 2005/06 | 9                                  | Ikke kvalificeret                  | Ikke kvalificeret                  |
| 2006/07 | 5                                  | Ikke kvalificeret                  | EHF Cup                            |
| 2007/08 | 6                                  | Ikke kvalificeret                  | EHF Cup                            |
| 2008/09 | 8                                  | Ikke kvalificeret                  | EHF Cup                            |
| 2009/10 | 4                                  | Sølv                               | Champions League                   |
| 2010/11 | 1                                  | Sølv                               | Champions League                   |
| 2011/12 | 3                                  | Guld                               | Champions League                   |
| 2012/13 | 4                                  | 4                                  | EHF Cup (meldte afbud)             |
| 2013/14 | 3                                  | Bronze                             | Ikke kvalificeret                  |
| 2014/15 | 6                                  | 6                                  | EHF Cup                            |
| 2015/16 | 5                                  | 5                                  | EHF Cup                            |
| 2016/17 | 8                                  | Ikke kvalificeret                  | EHF Cup                            |
| 2017/18 | 8                                  | 8                                  | Ikke kvalificeret                  |
| 2018/19 | 10                                 | 12                                 | Ikke kvalificeret                  |
| 2019/20 | 8                                  | 8                                  | Ikke kvalificeret                  |
| 2020/21 | 10                                 | 10                                 | Ikke kvalificeret                  |
| 2021/22 | 12                                 | Ikke kvalificeret                  | Ikke kvalificeret                  |
| 2022/23 | Tvangsnedrykning pr. november 2022 | Tvangsnedrykning pr. november 2022 | Tvangsnedrykning pr. november 2022 |

| Sæson   | Række       | Placering | Kvalifikation |
| ------- | ----------- | --------- | ------------- |
| 2023/24 | 2. division | 1         | 1. division   |